# Jessica Rodríguez
Jessica Patricia Rodríguez Clark (Ciudad de Panamá, Panamá, 18 de septiembre de 1981) es una modelo panameña y ganadora de un concurso de belleza Señorita Panamá 2003 y representó a Panamá en el Miss Universo 2004.

## Biografía
Rodríguez, compitió en el certamen nacional de belleza Señorita Panamá 2003, el jueves 26 de noviembre de 2003, y obtuvo el título de Señorita Panamá Universo . Representó a la zona de Panamá Centro.Fue la representante oficial de Panamá en el certamen 53 Miss Universo 2004, celebrado en el Centro de Convenciones CEMEXPO, Quito, Ecuador, el 1 de junio de 2004. Ganó el Mejor Traje Nacional.